# Erik Winqvist

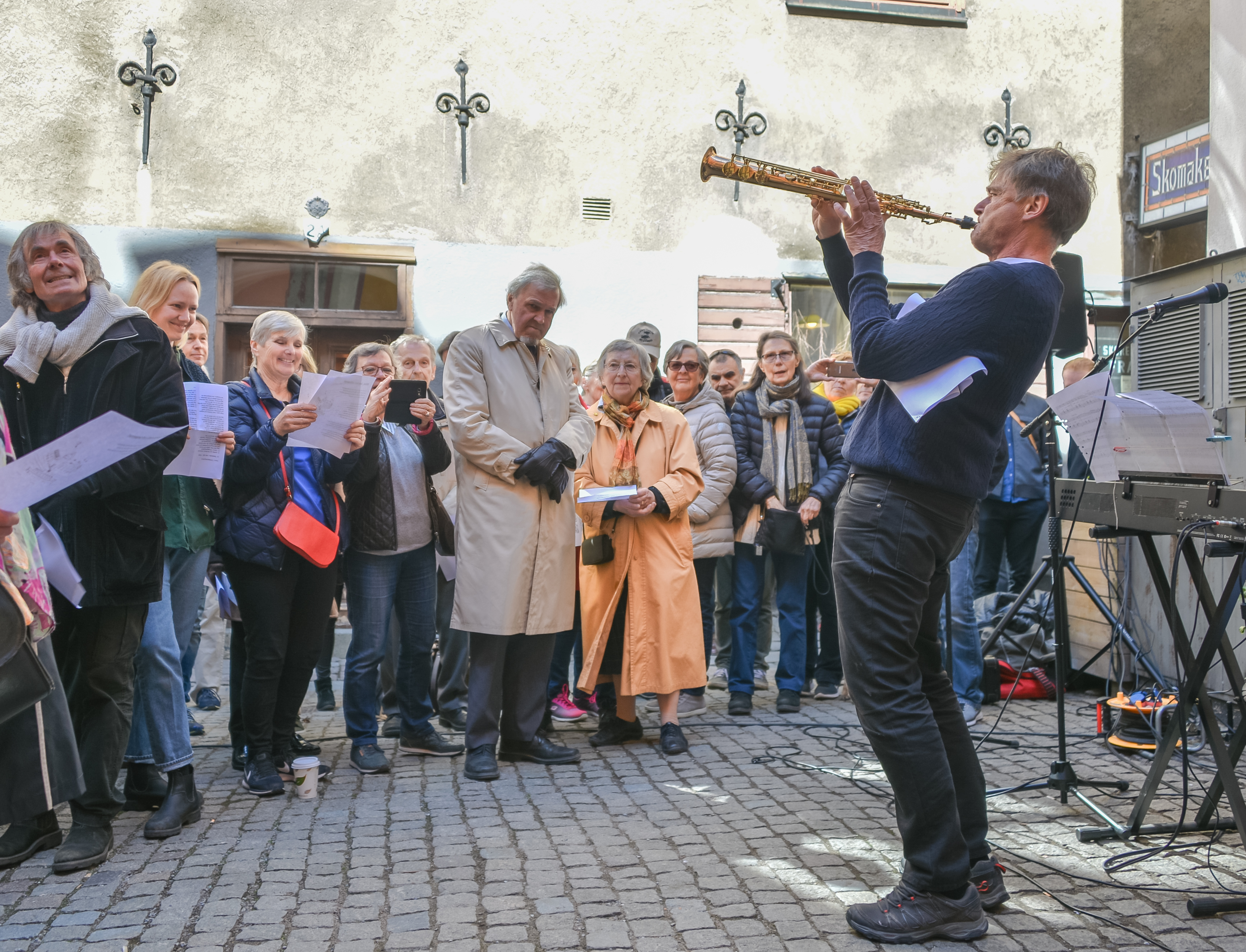
Erik Winqvist på sopransaxofon i samband med invigningen av Vera Siöcronas torg i Gamla stan 2018.

Erik Winqvist, född 1953, är en svensk artist, musiker, sångare, författare, föreläsare och poet. 
I tidig skolålder fick han reda på att han led av dyslexi. Det kom så småningom att leda in honom på en mångfasetterad artistkarriär.
Winqvist ägnade sig först åt marknadsföring och blev VD för ett företag. Efter 15 år gav han upp karriären för att på heltid ägna sig åt musik, artisteri och föreläsningar. Det blev också ett antal böcker på vägen. Sin egen bakgrund som dyslektiker har resulterat i böcker som Liten dyslektisk diktsamling, Dyslexi: mina bästa sidor är ordblinda och diktsamlingen Oord.
Winqvist slog igenom med musikalen Gärdestadtolkningar, hans egna tolkningar av Ted Gärdestads musik. Han har även tolkat Olle Adolphson och Evert Taube. Han har haft föreställningar på Mosebacke och runt om i landet. 
Han har vidare skrivit manus till musikalerna Stjärnor och Galaxer VADÅ!, Vadå Synd, Legosoldaten vars teman berör allmänmänskliga ting. Föreställningen Kärlek med andra ord sattes upp på Mosebacke 2009. 
Han har även verkat som skådespelare, bland annat som prästen i Strindbergs Fadren 2008.
Som jazzmusiker utmärker han sig som egensinnig sopransaxofonist och sätter nya svenska texter till standardlåtar. Dom som kände livet hade premiär 2013. Mamma sa är en föreställning med Hal Sirowitz dikter och turnerade under 2013. En föreställning om Olle Adolphson och hans musik turnerade under åren 2011-2013.
Winqvist är också en del av det elektroniska dansmusikbandet Angelic Ox.
I jazzbandet Lower East Manhattan Project skapade han en hyllning till Keith Jarret. 
Inspirerad av uråldriga skogar gjorde han en konsert som finns på Spotify, Skog och Saxofon.
På albumet The Ultimate Tour blandar han klimatlåtar med tolkningar av några poeter.
De sista åren innan pensionen turnerade han hos Riksteaterföreningar och drev sin egen teater på Elfviks Gård.

## Diskografi (urval)
- Orm bin och poeter, CD 2004
- Evert Taube, Glädje ångest och Kärleken, CD 2003
- 15 minuters meditation och 15 minuters dans, CD 2008
- Dom som kände livet, CD 2013
- Skog och Saxofon, album
- Lower East Manhattan Project,  jazz, album
- The ultimate Tour, album
- Angelic Ox, singlar